# Light Me Up (album)
Light Me Up – debiutancki studyjny album amerykańskiego rockowo alternatywnego zespołu The Pretty Reckless. W Wielkiej Brytanii został wydany 27 sierpnia 2010 roku. Album promują trzy single: Make Me Wanna Die, Just Tonight i Miss Nothing.

## Lista utworów
Wszystkie piosenki zostały napisane przez Taylor Momsen, Kato Khandwala i Bena Phillipsa.
| No. | Tytuł                  | Czas |
| --- | ---------------------- | ---- |
| 1.  | "My Medicine"          | 3:14 |
| 2.  | "Since You're Gone"    | 2:41 |
| 3.  | "Make Me Wanna Die"    | 3:55 |
| 4.  | "Light Me Up"          | 3:27 |
| 5.  | "Zombie"               | 3:07 |
| 6.  | "Just Tonight"         | 2:48 |
| 7.  | "Miss Nothing"         | 3:13 |
| 8.  | "Goin' Down"           | 3:35 |
| 9.  | "Nothing Left to Lose" | 4:11 |
| 10. | "You"                  | 3:32 |
| 11. | "Factory Girl"         | 3:31 |

## Pozycje na listach
| Państwo                           | Najwyższa pozycja |
| --------------------------------- | ----------------- |
| Australia – ARIA Charts           | 71                |
| Irlandia – Irish Albums Chart     | 18                |
| Wielka Brytania – UK Albums Chart | 6                 |
| Wielka Brytania – UK Rock Chart   | 1                 |

## Historia wydania
| Region          | Data             | Wytwórnia          |
| --------------- | ---------------- | ------------------ |
| Australia       | 27 sierpnia 2010 | Interscope Records |
| Nowa Zelandia   | 30 sierpnia 2010 | Interscope Records |
| Wielka Brytania | 30 sierpnia 2010 | Interscope Records |
| Niemcy          | 31 sierpnia 2010 | Interscope Records |
| Norwegia        | 6 września 2010  |                    |